# Методи Чимев
Методи Чимев е български инженер и политик, кмет на Дупница от 30 октомври 2011 г. до 29 октомври 2023От 23.04 2025 г. е новият Областен управител на област Кюстендил. 

## Биография
Роден е на 14 декември 1962 г. в град Благоевград. От 1998 г. живе и работи в Дупница. Завършва специалност „Хидравлика и пневматика“ в Техническия университет ВМЕИ В.И.Ленин в София.  Работи  като маркетинг мениджър в „Мартекс 2“ ООД, ръководи производството в „Кодетекс“ ООД, през 1995 г. е главен инженер в „Марена“ АД, конструктор е във „Високоговорители“ ООД. Издигнат за кмет от ПП ГЕРБ. Избран е на 30 октомври 2011 г. с получени 10 463 действителни гласа. Женен е и има едно дете.